# Giovanni Bardi

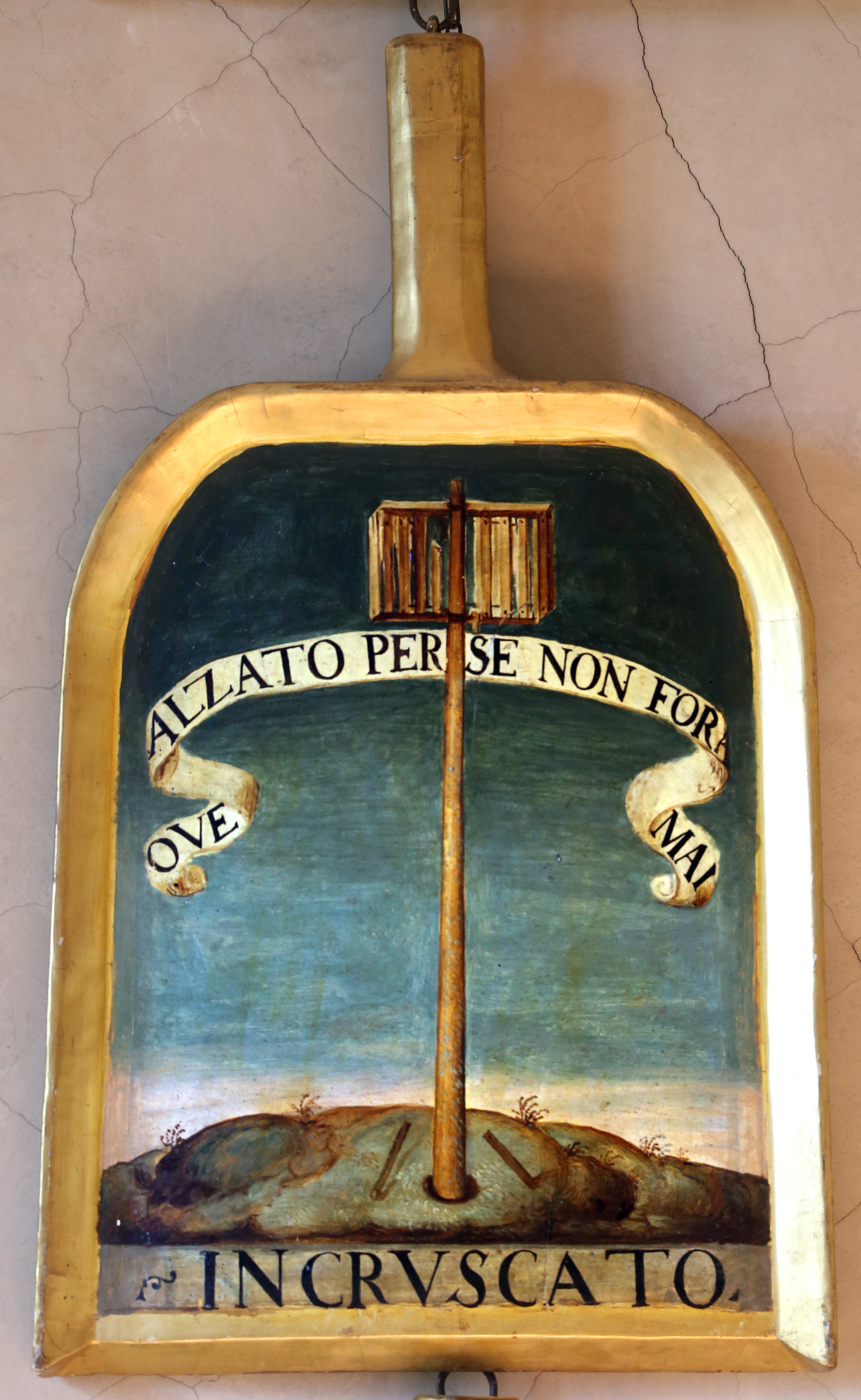
La pala di Giovanni de' Bardi (Incruscato) all'Accademia della Crusca

Giovanni Bardi, conte di Vernio, (Firenze, 5 febbraio 1534 – Firenze, settembre 1612), è stato un letterato, militare, scrittore, compositore e critico italiano.

## Biografia
È noto per essere stato fra i promotori della Camerata de' Bardi, o Camerata fiorentina.
Giulio Caccini, nella prefazione all'Euridice, così lo appella:
Talvolta è indicato anche come Giovanni de' Bardi o Giovanni dei Bardi.
Appartenente al ramo di Vernio della nota famiglia Bardi, studiò lingua latina, lingua greca e composizione musicale anche se gli anni della giovinezza li passò impegnato in campagne militari. Combatté contro Siena nell'esercito di Cosimo I de' Medici e poi partecipò all'assedio di Malta, contro i turchi nel 1565. Successivamente, con il grado di capitano, combatté, al fianco di Massimiliano II, contro i turchi in Ungheria. Ma quando smise di fare il guerriero fu un grande mecenate della musica e delle arti nel suo palazzo di Firenze.

### Musica
Bardi è conosciuto per essere stato fra i principali esponenti di un gruppo di compositori, teoretici e letterati che diedero vita alla Camerata de' Bardi. Lo scopo di questo gruppo di artisti era quello di restaurare gli effetti estetici della musica antica greca alla produzione musicale contemporanea. Il gruppo comprendeva Vincenzo Galilei, padre dell'astronomo Galileo Galilei, nonché Giulio Caccini e Pietro Strozzi. Il loro proposito fu ispirato dall'insigne studioso di musica e teatro dell'antica Grecia Girolamo Mei.
Il risultato di questa unione fu la nascita della monodia e quindi dell'opera. Inoltre le innovazioni apportate dalla Camerata, sotto l'egida di Giovanni Bardi, porteranno poi a quella che sarà definita musica barocca.
Nonostante egli fosse un compositore, solo pochi suoi lavori sono pervenuti ai tempi moderni; soltanto pochi madrigali. Curiosamente, da ciò che è pervenuto, sembra che - sebbene sia considerato l'ideatore della monodia - non l'abbia usata nei suoi lavori musicali.

### Teatro
Scrisse anche testi per Paolo Eustachio (non in musica), che si tenevano nel teatro di corte di Firenze, con canti, danze e parti recitate. Fu un importante precursore dell'opera lirica e Vincenzo Galilei gli dedicò il suo famoso trattato Dialogo della musica antica et moderna.
Nel suo trattato Galilei condensa idee sulla polifonia e la monodia ed esprime il desiderio che la musica si torni alla purezza del tempo della Grecia antica. Ironicamente, la controriforma del Concilio di Trento aveva espresso la stessa idea ma con motivazioni diverse: mentre la chiesa di Roma condannava la polifonia perché metteva in secondo piano il testo dei canti, la Camerata l'avversava per motivi di natura estetica.
Nel 1586 al Salone degli uffizi, in occasione del matrimonio tra Virginia De' Medici e Cesare D'Este, va in scena L'amico Fido, opera di Giovanni De' Bardi, allestita da Bernardo Buontalenti.

### Calcio fiorentino
Giovanni de' Bardi è noto anche per avere fissato per iscritto le regole in vigore ai suoi tempi nel calcio fiorentino (1580). Il suo regolamento, di 33 articoli ("Capitoli"), costituisce tuttora la base delle regole del gioco moderno. Per questa sua opera, venne definito dallo storico Giulio Dati "il Licurgo di sì fatta pugna":